# Muzsikáló ház

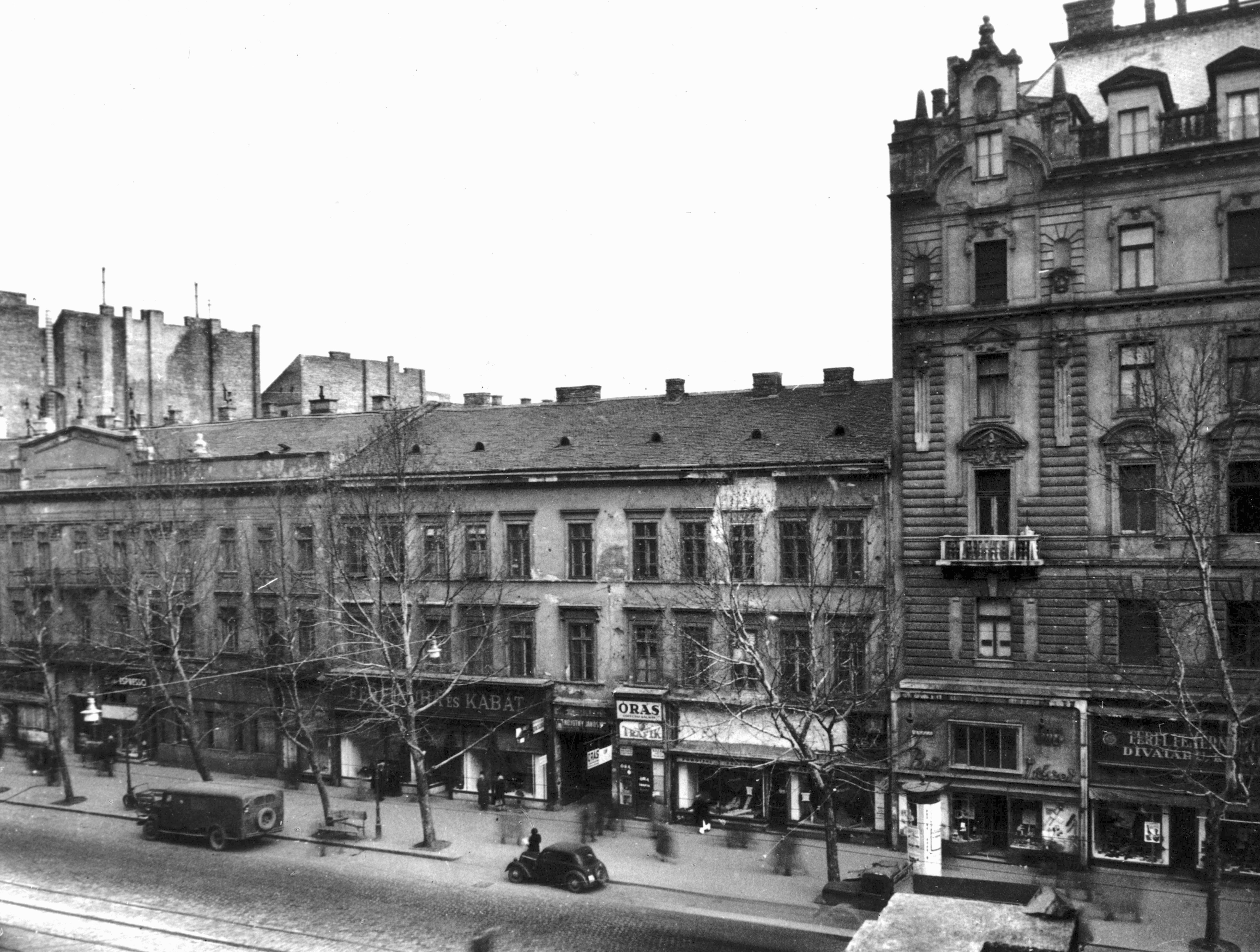
Hild József két szomszédos épülete 1960-ban: a Fehér Ló vendégfogadó (balra, Rákóczi út 15.) és a Muzsikáló ház (középen) (Jobbra az Egyesült Budapest Fővárosi Takarékpénztár Rt. bérháza [Rákóczi út 11., 1901])

A Muzskáló ház klasszicista lakóház a Józsefvárosban, a Rákóczi út 13. alatt. Eredeti formájában Hirschmüller János megrendelésére Hild József építőmester tervezte és kivitelezte.
Pest legtöbbet foglalkoztatott mesterének házát az itt élt családok és vendégeik tették Budapest és a magyar művelődéstörténet fontos helyszínévé. A 19. században itt volt lakása a Lechner, a Huber és a Doppler családoknak, később Henszlmann Imre művészettörténésznek.
Itt született 1845. augusztus 27-én Lechner Ödön építőművész, 1858. szeptember 15-én Huber/Hubay Jenő hegedűművész, zeneszerző.

## Az épület
Hild 1837-ben fejezte be sablonos klasszicista lakóházát még egyemeletes formában, szerény udvari résszel. (Ekkor már hat éve állt a szomszédos telken [Kerepesi/Rákóczi út 15.] még igénytelenebb, földszintes épülete, a Fehér Ló vendégfogadó.) 
1852-ben Westermayer József megrendelésére Diescher József épített második emeletet a házra. A kiegészítés pontosan követi a Hildtől származó részeket. 1861-ben az udvari részen Pán József csinált kétszintes emeletráépítést az addig földszintes toldalékra.
A ház műemléki helyreállítása 1957-ben volt.

## A ház neves lakói
A Pestre költözésük óta a Józsefvárosban élő bajor nemesi származású Lechner család a ház első neves lakói között lehettek. 1845-ben született Ödön fiuk legjelentősebb épülete a kerületben a halála (1914) utáni évben átadott iskola a Vajda Péter utca 25–31. sz. alatt.

### Muzsikusok a házban

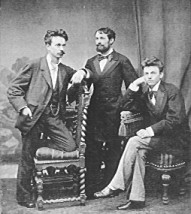
Huber Károly fiaival

A ház elkészültével egy évben megnyílt Pesti Magyar Színház (Kerepesi út 3. [Rákóczi út 1–3.]) ideális lakhely volt az intézmény zenészeinek.
Huber Károly 1853-ban adta fel a bécsi Udvari Opera hangversenymesteri posztját, hogy feleségül vehesse régi szerelmét, az olasz szalámigyárosként Magyarországra került családból származó Szevera Lujzát. Ifjú házasokként költöztek a nem sokkal korábban elkészült II. emelet egyik lakásába. 1858-ban született Jenő fiuk, akinek tehetsége korán megnyilvánult, sokan kísérték figyelemmel fejlődését.

### Az emléktábla
A kapun belül hatalmas márványtábla sorolja fel a ház híres lakóit és vendégeit.